# ローレンシャン銀行
ローレンシャン銀行（ローレンシャンぎんこう、英称：Laurentian Bank of Canada、仏称：Banque Laurentienne du Canada、略称：LBC、正式名称：カナダローレンシャン銀行）は、カナダのモントリオールを基盤とする地方銀行である。

## 歴史
モントリオールにおいて、労働者階級向けの機関として1846年に開業。
1972年に、カナダの特許銀行としては初めてすべての支店からアクセスできる中央集積システムを導入した。これにより個人口座などをオンラインで処理できるようになった。
1975年に規制が改定され、モントリオール地方以外の地域に初めて支店を開いた。1980年にはカナダ全土に営業を拡大する資格を獲得。これに付随して1983年にはトロント証券取引所に上場した。1987年にローレンシャン・グループの買収を受けて、現在のカナダ・ローレンシャン銀行へと社名を改称した。

## 会員
カナダ銀行協会（CBA）の会員で、カナダ預金保険機構（CDIC）に登録されている。また、インタラックの会員でもある。